# Extensão de navegador
Uma extensão de navegador é um pequeno módulo de software para personalizar um navegador da web. Os navegadores normalmente permitem uma variedade de extensões, incluindo modificações na interface do usuário, gerenciamento de cookies, bloqueio de anúncios e scripts e estilos personalizados de páginas da web.

## Plug-ins
Os plug-ins do navegador são um tipo separado de módulo. A principal diferença é que as extensões geralmente são apenas código-fonte, mas os plug-ins são sempre executáveis (ou seja, código-objeto). A partir de 2021, os plug-ins foram preteridos pela maioria dos navegadores, enquanto as extensões são amplamente utilizadas. O navegador mais popular, Google Chrome, tem mais de 100.000 extensões disponíveis, mas não suporta mais plug-ins.

## História
O Internet Explorer foi o primeiro grande navegador a suportar extensões, com o lançamento da versão 4 em 1999. O Firefox suporta extensões desde o seu lançamento em 2004. O Opera começou a oferecer suporte a extensões em 2009, e o Google Chrome e o Safari o fizeram no ano seguinte. O Microsoft Edge adicionou suporte à extensão em 2016.

### Conformidade API
Em 2015, um grupo de trabalho comunitário foi formado sob o W3C para criar uma única interface de programação de aplicativos (API) padrão para extensões de navegador. Embora seja improvável que esse objetivo seja alcançado, a maioria dos navegadores já usa APIs iguais ou muito semelhantes devido à popularidade do Google Chrome.
O Chrome foi o primeiro navegador com uma API de extensão baseada exclusivamente em HTML, CSS e JavaScript. O teste beta para esse recurso começou em 2009, e no ano seguinte o Google abriu a Chrome Web Store. Em junho de 2012, havia 750 milhões de instalações totais de extensões e outros conteúdos hospedados na loja. No mesmo ano, o Chrome ultrapassou oInternet Explorer como o navegador mais popular do mundo, e sua participação de mercado continuou a crescer, chegando a 60% em 2018.
Devido ao sucesso do Chrome, a Microsoft criou uma API de extensão muito semelhante para seu navegador Edge, com o objetivo de facilitar para os desenvolvedores de extensões do Chrome a portabilidade de seu trabalho para o Edge. Mas depois de três anos, o Edge ainda tinha uma participação de mercado decepcionantemente pequena, então a Microsoft o reconstruiu como um navegador baseado no Chromium. (Chromium é o projeto de código aberto do Google que serve como o núcleo funcional do Chrome e de muitos outros navegadores.) Agora que o Edge tem a mesma API do Chrome, as extensões podem ser instaladas diretamente da Chrome Web Store.
Com sua própria participação de mercado em declínio, a Mozilla também decidiu se adequar. Em 2015, a organização anunciou que os recursos de extensão XUL e XPCOM de longa data do Firefox seriam substituídos por uma API menos permissiva muito semelhante à do Chrome. Essa mudança foi promulgada em 2017. As extensões do Firefox agora são amplamente compatíveis com suas contrapartes do Chrome.
Até 2020, a Apple era a única grande exceção a essa tendência, pois sua API para Safari exigia o uso da ferramenta Xcode para criar extensões. No entanto, a Apple anunciou que o Safari 14 estaria em conformidade com a API do Chrome como parte da atualização do macOS 11.

## Comportamento indesejado
As extensões do navegador normalmente têm acesso a dados confidenciais, como histórico de navegação, e podem alterar algumas configurações do navegador, adicionar itens de interface do usuário ou substituir o conteúdo do site. Como resultado, houve casos de malware, portanto, os usuários precisam ter cuidado com as extensões que instalam.
Também houve casos de aplicativos que instalam extensões de navegador sem o conhecimento do usuário, dificultando a desinstalação da extensão indesejada.
Alguns desenvolvedores de extensões do Google Chrome venderam suas extensões para terceiros que incorporaram o adware. Em 2014, o Google removeu duas dessas extensões da Chrome Web Store depois que muitos usuários reclamaram de anúncios pop-up indesejados. No ano seguinte, o Google reconheceu que cerca de 5% das visitas a seus próprios sites foram alteradas por extensões com adware.